# Вілков Олександр В'ячеславович
Олександр В'ячеславович Вілков (14 січня 1967[джерело?]) — український актор Київського академічного театру юного глядача на Липках. Заслужений артист України (2014). Народний артист України (2024).

## Біографія
Народився 14 січня 1967 року.
У 1991 році закінчив Київський державний інститут театрального мистецтва імені Івана Карпенка-Карого (майстерня професора, н. а. України Миколи Рушковського), працював у Київському єврейському театрі «Мазлтов». Працював каскадером. Від 1999 року — актор Київського академічного театру юного глядача на Липках. На сцені з 1991 року. Озвучував персонажів серії відеоігр S.T.A.L.K.E.R., Metro, Chernobylite, а також велику кількість рекламних роликів українською та російською мовами. Був бренд-войсом радіостанцій «Авторадіо» та «Radio Jazz» (Україна)[джерело?].

## Театральні роботи
• Игры в ночи
• Вождь краснокожих
• Двенадцать месяцев
• Добрый Хортон
• Зеленими пагорбами океану
• Кошкин дом
• Король Дроздобород
• Лесная песня
• Кукольный дом
• Месяц в деревне
• Полианн
• Приключения Тома Сойера
• Ромео и Джульетта
• Вкус меда
• Снежная королева
• Чайка
• Волшебная Пеппи
• Безумный день
• Беспорядок на ярмарке

## Фільмографія
| Рік  |   | Українська назва                    | Оригінальна назва                 | Роль                       |
| ---- | - | ----------------------------------- | --------------------------------- | -------------------------- |
| 1993 | с | Сад Гетсиманський                   |                                   | Сергієв, співробітник НКВД |
| 2001 | с | Слід перевертня                     | След оборотня                     | Лавров                     |
| 2004 | с | Любов сліпа                         | Любовь слепа                      |                            |
| 2007 | с | Іван Подушкін. Джентльмен розшуку-2 | Иван Подушкин. Джентльмен сыска-2 | Михайло Стриженов          |
| 2010 | с | Місяць у селі                       |                                   | Шпигельський               |
| 2016 | с |                                     | Подкидыши                         | Дмитро Семенович Ніконов   |

## Відеоігри
| Роки  | назва            | Роль                                 | Примітки |
| ----- | ---------------- | ------------------------------------ | -------- |
| 2007- | S.T.A.L.K.E.R.   | Стрілець, Бармен, Угруповання ДОЛГ   | [ 3 ]    |
| 2010  | Серія Metro      | Артем Чорний, Хантер, Максим Комаров | [ 4 ]    |
| 2021  | S.T.A.L.K.E.R. 2 | Шифр                                 |          |
| 2021  | Chernobylite     | Ігор                                 |          |

## Нагороди
- почесне звання «Заслужений артист України» (22 січня 2014) — за значний особистий внесок у соціально-економічний, науково-технічний, культурно-освітній розвиток Української держави, вагомі трудові досягнення, багаторічну сумлінну працю[5];
- почесне звання «Народний артист України» (7 листопада 2024) - за вагомий особистий внесок у розвиток національної культури і мистецтва, вагомі творчі здобутки та високу професійну майстерність[6];